# Comuni del Burundi

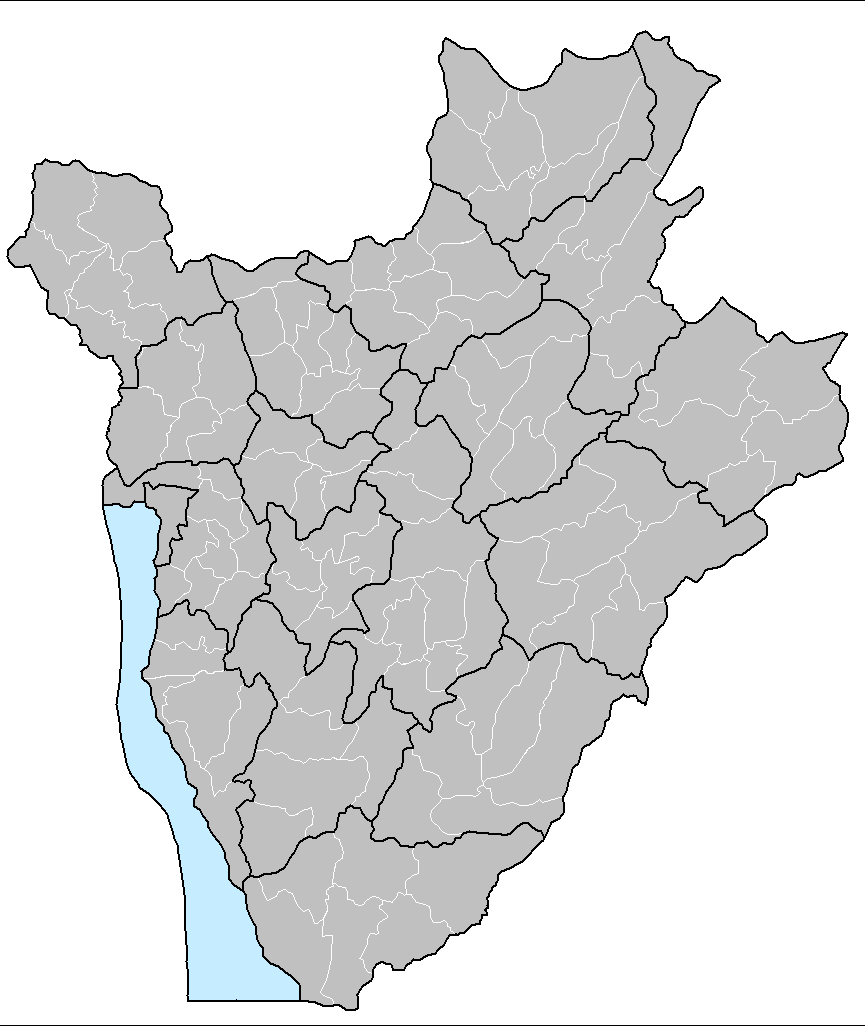
Comuni del Burundi

I comuni del Burundi costituiscono la suddivisione territoriale di secondo livello del Paese, dopo le province, e ammontano a 117; ciascuno di essi si suddivide a sua volta in colline (imisozi), pari nel loro complesso a 2639.

## Lista

### Bubanza
- Bubanza
- Gihanga
- Musigati
- Mpanda
- Rugazi

### Bujumbura Mairie
- Bujumbura
- Buyenzi
- Bwiza
- Ngagara
- Nyakabiga
- Musaga
- Cibitoke
- Kamenge
- Kinama
- Rohero

### Bujumbura Rurale
- Isale
- Kabezi
- Kanyosha
- Mubimbi
- Mugongomanga
- Muhuta
- Mukike
- Mutambu
- Mutimbuzi
- Nyabiraba

### Bururi
- Burambi
- Bururi
- Buyengero
- Matana
- Mugamba
- Rumonge
- Rutovu
- Songa
- Vyanda

### Cankuzo
- Cankuzo
- Cendajuru
- Gisagara
- Kigamba
- Mishiha

### Cibitoke
- Buganda
- Bukinanyana
- Mabayi
- Mugina
- Murwi
- Rugombo

### Gitega
- Bugendana
- Bukirasazi
- Buraza
- Giheta
- Gishubi
- Gitega
- Itaba
- Makebuko
- Mutaho
- Nyanrusange
- Ryansoro

### Karuzi
- Bugenyuzi
- Buhiga
- Gihogazi
- Gitaramuka
- Mutumba
- Nyabikere
- Shombo

### Kayanza
- Butaganzwa
- Gahombo
- Gatara
- Kabarore
- Kayanza
- Matongo
- Muhanga
- Muruta
- Rango

### Kirundo
- Bugabira
- Busoni
- Bwambarangwe
- Gitobe
- Kirundo
- Ntega
- Vumbi

### Makamba
- Kayogoro
- Kibago
- Mabanda
- Makamba
- Nyanza-Lac
- Vugizo

### Muramvya
- Bukeye
- Kiganda
- Mbuye
- Muramvya
- Rutegama

### Muyinga
- Buhinyuza
- Butihinda
- Gashoho
- Gasorwe
- Giteranyi
- Muyinga
- Mwakiro

### Mwaro
- Bisoro
- Gisozi
- Kayokwe
- Ndava
- Nyabihanga
- Rusaka

### Ngozi
- Busiga
- Gashikanwa
- Kiremba
- Marangara
- Mwumba
- Ngozi
- Nyamurenza
- Ruhororo
- Tangara

### Rumonge
- Bugarama
- Burambi
- Buyengero
- Muhuta
- Rumonge

### Rutana
- Bukemba
- Giharo
- Gitanga
- Mpinga-Kavoye
- Musongati
- Rutana

### Ruyigi
- Butaganzwa
- Butezi
- Bweru
- Gisuru
- Kinyinya
- Nyabitsinda
- Ruyigi